# Eois apyraria
Eois apyraria är en fjärilsart som beskrevs av Achille Guenée 1858. Eois apyraria ingår i släktet Eois och familjen mätare. Inga underarter finns listade i Catalogue of Life.